# Teobaldo di Bec
Teobaldo di Bec, o Teobaldo di Canterbury (1090 circa – Canterbury, 18 aprile 1161), fu arcivescovo di Canterbury dal 1139 alla morte. La sua origine e la sua vera data di nascita sono incerte.
Fra la fine del XI e l'inizio del XII secolo divenne monaco presso l'Abbazia di Bec, in Normandia divenendone abate nel 1137. L'anno seguente Stefano d'Inghilterra lo volle come arcivescovo di Canterbury. In quegli anni l'arcivescovado era in lite con i gallesi, perché reclamava la propria supremazia sul clero locale, disputa che venne risolta in quegli anni, quando papa Eugenio III decise a favore di Canterbury nel 1148. Negli anni Teobaldo fronteggiò il turbolento Enrico di Blois vescovo di Winchester e anche la sua relazione con Stefano fu piuttosto travagliata.
Nel 1148 il sovrano gli proibì di recarsi al Concilio di Reims, Teobaldo disubbidì e ne conseguì la confisca dei suoi beni e il temporaneo esilio. Anche la relazione con i propri monaci e i chierici della cattedrale fu sempre alquanto difficoltosa. Teobaldo visse il periodo dell'anarchia ed ebbe successo nel costringere il sovrano alla pace e nel rifiutare di consacrare l'erede di Stefano, Eustachio IV di Boulogne. Eustachio morì nel 1153 e Stefano consacrò come successore Enrico II d'Inghilterra; Teobaldo venne nominato reggente del regno alla morte del sovrano. Dopo una lunga malattia Teobaldo morì nel 1161, vi furono diversi tentativi di canonizzarlo, ma nessuno andò in porto. Teobaldo fu il mecenate del suo successore Tommaso Becket e diversi futuri vescovi o arcivescovi iniziarono la carriera sotto di lui. Durante il suo episcopato Teobaldo aumentò notevolmente la rendita delle sue diocesi e vescovadi.

## Da abate ad arcivescovo
Teobaldo nacque attorno a Thierville e alcuni moderni biografi di Thomas Becket pensano che i due potrebbero essere stati lontanamente parenti, visto che la famiglia di Becket era delle stesse parti. La data di nascita esatta non si conosce, l'unico indizio viene dalla data di morte, infatti al momento della sua dipartita le fonti contemporanee lo classificano come "anziano", motivo per cui la sua nascita è posta attorno al 1090. Il nome del padre, forse un cavaliere, non è riportato in nessuna fonte, aveva però un fratello, Walter, vescovo di Rochester (morto il 26 luglio 1182), che seguì la sua carriera ecclesiastica
Teobaldo divenne monaco dei benedettini presso l'Abbazia di Bec fra la fine dell'XI e l'inizio del XII secolo, mentre era abate William, che ricoprì la carica dal 1096 al 1124, e ciò lascia aperto un grande lasso di tempo. Egli fu il 266º monaco a essere ammesso sotto l'abate William su un totale di 346; alcuni storici ipotizzano che, teorizzando un'ammissione a scaglioni regolari di tempo, Teobaldo potrebbe essere stato consacrato attorno al 1117.
Quel che è sicuro è che nel 1127 Teobaldo divenne priore, succedendo al confratello Boso che era divenuto abate e quando questi morì dieci anni dopo, Teobaldo ne prese la carica.
La sua elezione avvenne con il consenso unanime dei fratelli che lo nominarono senza nemmeno consultare Hugh d'Amiens, arcivescovo di Rouen, che minacciò di invalidare la decisione. Audoen, vescovo di Évreux, e Thurstan, arcivescovo di York, intervennero per mettere pace e lasciare le cose com'erano. Altri problemi sorsero quando Hugh chiese e a Teobaldo di mandargli una professione scritta d'obbedienza, cosa che egli rifiutò di fare e che nessun altro abate aveva mai osato fare. Il braccio di ferro durò 14 mesi fino all'intervento di Pietro il Venerabile che convinse Teobaldo a farne una verbale. Non esistono documenti che attestino il suo stile di amministratore del monastero o che raccontino che cosa sia successo, si sa solo che sotto di lui entrarono 47 monaci, che fece diversi viaggi in Inghilterra per supervisionare gli affari relativi a diverse proprietà che l'abazia aveva colà e che un viaggio avvenne a ridosso della sua elezione ad arcivescovo di Canterbury nel 1138.

## L'esordio da arcivescovo
Teobaldo fu scelto come successore di William de Corbeil, che era morto nel 1136, da Stefano d'Inghilterra facendolo passare sopra al fratello Enrico di Blois che pure lo aveva aiutato a conquistare il trono: Stefano credeva infatti che il fratello fosse troppo potente e temeva che quella posizione potesse portarlo a tentare di controllare le sue azioni. L'elezione ebbe luogo il 24 dicembre 1138 alla presenza del re, del Legato papale Alberico di Beauvais e di un piccolo gruppo di baroni e vescovi, era assente Enrico che stava sovrintendendo l'ordinazione di alcuni diaconi. Taluni storici ritengono che Stefano abbia organizzato i tempi in modo che coincidessero con l'assenza del fratello. Enrico credeva che la scelta del re fosse dovuta al fatto che Waleran de Beaumont, I conte di Worcester, grande benefattore dell'Abbazia di Bec, stesse tentando di mettere un proprio uomo in quella potente posizione, infatti lui e il gemello Roberto di Beaumont, II conte di Leicester erano i più grandi rivali di Enrico nella competizione per avere il totale favore del re ed Enrico non amava nessuno dei due.
Teobaldo era pio ed erudito, ma era abate da solo un anno e si può pensare che tale nomina sia dipesa anche dalla reputazione del suo monastero, che aveva già dato a Canterbury due arcivescovi, Lanfranco di Canterbury e Anselmo d'Aosta; del resto egli non aveva nemmeno parentele illustri o altri legami che potessero essere stati usati come appoggio.
La consacrazione vera e propria avvenne per mano del legato papale l'8 gennaio 1139. Teobaldo si recò quindi a Roma per prendere il proprio Pallio e partecipò al Secondo concilio lateranense. Da arcivescovo il suo comportamento fu un po' meno politico di quello di Enrico, il suo principale rivale, che venne nominato legato papale il 1º marzo 1139, cosa che gli dava il potere di convocare Concili in Inghilterra e gli dava un potere uguale o maggiore a quello di Teobaldo. Questi dal canto suo giurò fedeltà a Stefano, riconoscendolo come re d'Inghilterra.
Poco dopo la propria consacrazione nominò il fratello Walter arcidiacono di Canterbury e nel 1148 lo nominò vescovo di Rochester. Nel 1139 Teobaldo presenziò al concilio indetto da Stefano, dove Ruggero (morto nel 1139), vescovo di Salisbury, suo nipote Nigel di Ely vescovo di Ely e Alessandro vescovo di Lincoln furono privati dei loro castelli. Secondo gli storici Teobaldo non ebbe grande parte in questo concilio e nelle controversie che ne seguirono e che terminarono lo stesso anno con la morte di Roger e la restituzione agli altri due dei loro beni. Altri storici invece pensano che egli abbia ricoperto un ruolo più attivo e basano tali convinzioni sulla Vita della mistica Christina di Markyate, che scrive proprio in questo senso.

## Fra Stefano e Matilde
I successivi anni della vita di Teobaldo si intrecciano strettamente con quella di Stefano. Egli era salito al trono nel 1135 alla morte di Enrico I d'Inghilterra, disputandosi il trono con il fratello maggiore Tebaldo II di Champagne e con il nipote Enrico II d'Inghilterra, figlio di Matilde d'Inghilterra (1102-1167), unica figlia femmina e superstite del defunto Enrico. Il solo erede maschio di Enrico, Guglielmo Adelin, era morto nel 1120 e cinque anni dopo Matilde, dopo essere rimasta vedova del primo marito Enrico V di Franconia era tornata dal padre e si era poi risposata con Goffredo V d'Angiò e da lui aveva avuto Enrico.
Alla sua nascita tutti i nobili si erano dichiarati disponibili a giurare fedeltà al futuro re, ma quando Enrico I morì nel 1135, Stefano aveva fatto irruzione in Inghilterra e si era incoronato prima che Tebaldo o Matilde potessero reagire. I baroni accettarono e Tebaldo si accontentò delle proprie terre in Francia, ma non così Matilde, che si assicurò il sostegno dello zio materno Davide I di Scozia e del fratellastro Roberto di Gloucester, figlio illegittimo di Enrico I.
A tutto questo nel 1141 seguì la Battaglia di Lincoln: Stefano venne catturato e portato a Bristol; suo fratello Tebaldo non raggiunse subito Matilde, asserendo che doveva parlare con Stefano prima di poterle giurare fedeltà; dopo un breve colloquio andò dall'altro fratello Enrico di Blois, che si era prontamente schierato con l'imperatrice Matilde e che con un Concilio depose Stefano a favore dell'altra.
L'incoronazione però non poté avere luogo, perché ella era lontano da Londra e allora i partecipanti al concilio dovettero fuggire di fronte all'avanzata delle truppe di Stefano; Roberto di Gloucester venne catturato. Anche Teobaldo era presente e mentre fuggiva con i suoi uomini venne raggiunto e depredato di cavalli e paramenti: a quel punto egli decise di proporre uno scambio fra Roberto e Stefano, scambio che fu accettato e compiuto nel novembre 1141. Enrico di Blois cambiò di nuovo parte e ritornò dalla parte del fratello, riconfermandolo re d'Inghilterra; la corona gli fu posta nuovamente in capo da Teobaldo stesso durante il Natale di quell'anno. Matilde rimase in Inghilterra fino al 1148 e sia nel 1142 che nel 1148 i disordini raggiunsero nuovi picchi, tuttavia ella non godette mai di tanto appoggio da poter sottrarre la corona a Stefano, né questi poteva definitivamente sconfiggerla, cosicché il paese rimaneva diviso fra i due. In ogni caso nel 1144 suo marito Goffredo s'impossessò definitivamente della Normandia.

## Le dispute con Enrico di Blois
Intanto i rapporti fra Teobaldo ed Enrico di Blois, che gli era formalmente sottoposto, erano sempre tesi a causa dell'incarico di quest'ultimo come legato papale. Nel 1141 Enrico approvò la nomina ad arcivescovo di York di Guglielmo di York, nomina che Teobaldo non approvava. Teobaldo espresse francamente la propria disapprovazione, ma ebbe poca parte nelle dispute che ne seguirono e che culminarono con il rimpiazzamento di Henry Murdac (morto il 14 ottobre 1153). Nel settembre del 1143 morì anche papa Innocenzo II che aveva nominato Enrico legato papale, assurse al soglio pontificio papa Celestino II che di Enrico era avversario e che non era nemmeno troppo incline a rispettare Stefano. Con lo scopo di divenire egli stesso legato, Teobaldo partì per Roma, ma arrivò appena prima della morte di Celestino l'8 marzo 1144, in quel viaggio si fece probabilmente accompagnare da Nigel di Ely e da Ruggero di Clinton (morto nel 1148), vescovo di Coventry.
Prima di morire Celestino proibì a Teobaldo di permettere che la corona inglese fosse oggetto di ulteriori passaggi prima che la questione fosse stata risolta, in sostanza gli veniva proibito di incoronare un altro successore finché Stefano viveva. Nel tornare a casa Teobaldo si fermò all'Abbazia di Saint-Denis per aiutare l'abate Sugerio di Saint-Denis a consacrare la chiesa che era stata ricostruita. Intanto Enrico era a Roma per negoziare con il nuovo pontefice papa Lucio II per l'elevazione di York da vescovado ad arcivescovado, Lucio parve voler mandare in Inghilterra il proprio legato Imar (morto il 28 ottobre 1161) per supervisionare il progetto, ma il papa morì prima che tale progetto fosse compiuto.

## Genealogia episcopale e successione apostolica
La genealogia episcopale è:
- Cardinale Vitale Giovanni, O.S.B. Cam.
- Papa Innocenzo II
- Cardinale Alberico di Beauvais, O.S.B. (1138)
- Arcivescovo Teobaldo di Bec

La successione apostolica è:
- Vescovo Patrizio di Limerick (1140)
- Vescovo Maurizio (Meurig) di Bangor (1140)
- Vescovo Uhtred di Llandaff (1140)
- Vescovo Josceline de Bohon di Salisbury (1141)
- Vescovo Robert de Sigello (1141)
- Vescovo Ascelin di Rochester (1142)
- Vescovo Gilberto di St Asaph (1143)
- Vescovo William de Turbeville (1146)
- Vescovo Ilario di Chichester (1147)
- Vescovo Walter di Rochester (1148)
- Vescovo Nicholas ap Gwrgant di Llandaff (1148)
- Vescovo Gilbert Foliot, O.S.B. (1148)
- Vescovo Robert de Chesney (1148)
- Vescovo David FitzGerald di St David's (1148)
- Vescovo Walter Durdent (1149)
- Vescovo John de Pageham (1151)
- Vescovo Goffredo di Monmouth (1152)
- Vescovo Richard de Belmeis II (1152)
- Vescovo Riccardo di St Asaph (1154)
- Arcivescovo Roger de Pont L'Évêque (1154)
- Vescovo Roberto di Chichester[10] (1155)
- Vescovo Alfredo (Alured) di Worcester (1158)
- Vescovo Godfrey di St Asaph (1160)